# Kateryna Bilokur

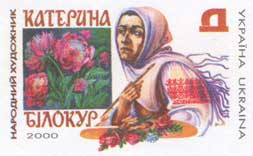
Ukrainische Kateryna-Bilokur-Briefmarke aus dem Jahr 2000

Kateryna Wassyliwna Bilokur (ukrainisch Катерина Василівна Білокур; * 24. Novemberjul. / 7. Dezember 1900greg., Dorf Bohdaniwka, Ujesd Pyrjatyn, Gouvernement Poltawa; † 10. Juni 1961, Dorf Bohdaniwka, Rajon Jahotyn, Oblast Kiew) war eine ukrainische Künstlerin und Meisterin der bildenden Volksmalerei, Vertreterin der naiven Kunst.
Im Nationalen Museum der ukrainischen dekorativen Volkskunst in Kiew, einem Teil des Kiewer Höhlenklosters, befindet sich eine Sammlung ihrer Bilder, darunter die Blumenstillleben Blumen auf dem Zaun «Квіти за тином» (1935), Blumen und Kalina «Квітах та калині» (1940), Wildblumen «Польові квіти» (1940), Lotta «Буйна» (1944–1947) und Dekorative Blumen «Декоративні квіти» (1945).
Im Juni und Juli 2015 fand im Nationalen Kultur- und Kunst- und Museumskomplex „Art Arsenal“ in Kiew eine Retrospektive des Werks von Kateryna Bilokur statt.

## Ehrungen

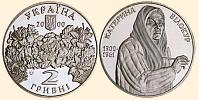
2 ₴ -Münze der Ukraine mit dem Abbild von Kateryna Bilokur

- 1951 wurde ihr der Orden mit dem dazugehörigen Titel „Verdienter Künstler der Ukraine“ verliehen.[3]
- 1956 wurde sie als Volkskünstler der Ukrainischen SSR ausgezeichnet.[4]
- In Kiew ist die Kateryna-Bilokur-Straße nach ihr benannt.[Anmerkung 1]
- Zum 100. Geburtstag 2000 wurde eine offizielle 2-Hrywnja-Münze der Ukraine ihr zu Ehren geprägt und eine Briefmarke herausgebracht.
- In Jahotyn befindet sich ein Denkmal der Künstlerin.
- In ihrem Wohnhaus in Bohdaniwka befindet sich seit 1977 ein Museum der Künstlerin.[5][6][Anmerkung 2]